# Presto (album)
Albums de Rush
A Show of Hands
(1989) Roll the Bones
(1991)
Presto est le treizième album studio du groupe de hard-rock canadien Rush, enregistré en 1989 dans « Le Studio » à Morin Heights et au « McClear Place » à Toronto. C'est leur premier album enregistré avec leur nouveau label, Atlantic Records, après avoir pris la décision de ne pas renouveler leur contrat avec Mercury/PolyGram Records.

## Liste des titres
| No  | Titre               | Durée |
| --- | ------------------- | ----- |
| 1.  | Show don't tell     | 5:01  |
| 2.  | Chain Lightning     | 4:33  |
| 3.  | The Pass            | 4:51  |
| 4.  | War Paint           | 5:24  |
| 5.  | Scars               | 4:07  |
| 6.  | Presto              | 5:45  |
| 7.  | Superconductor      | 4:47  |
| 8.  | Anagram (for Mongo) | 4:00  |
| 9.  | Red Tide            | 4:29  |
| 10. | Hand over Fist      | 4:11  |
| 11. | Available Light     | 5:03  |

## Personnel
- Geddy Lee - Basse, Synthétiseurs, Moog Taurus, Chant
- Alex Lifeson - Guitares électriques et acoustiques, Moog Taurus
- Neil Peart - Batterie, Percussions, Percussions électroniques

## Personnel additionnel
- Rupert Hine : Claviers additionnels, chœurs
- Jason Sniderman : Claviers additionnels